# Martin Navrátil
Martin Navrátil (* 3. květen 1980, Ostrava) je slovenský cestovatel a polárník. Procestoval většinu zemí světa. Pracoval jako profesionální průvodce. Má na kontě několik expedicí. Za zmínku stojí první slovenský přechod Demokratickou republikou Kongo, kde splavili i část řeky, výprava na nejvýchodnější bod Somálska, kompletní přechod hedvábnou cestou, či výprava na Čukotku za místními kmeny během zimy. Se svým cestovatelským partnerem Petrem Hliničanem se pokusil o první slovenský přechod přes zamrzlou Beringovu úžinu (přechod z Ruska do USA), avšak kvůli oteplení se museli vrátit zpět. Mezi jeho největší úspěchy patří expedice na jižní pól.

## Expedice na jižní pól od pobřeží
Tato cesta se uskutečnila na přelomu roku 2022/2023. Mezinárodní tříčlenná expedice (Anglie, Norsko a Slovensko) se vybrala od ledovce Ronne až na jižní pól v celkové délce 1047 kilometrů. Celá cesta trvala dohromady 47 dní, kdy si každý člen výpravy táhl přes 100kilové saně. Na jižní pól expedice dorazila 9. ledna 2023 v 16:16 (podle chilského času) a Martin Navrátil se tak stal prvním Slovákem, který přešel od pobřeží Antarktidy až na samotný pól a druhým Slovákem na jižním pólu celkově po Petru Valušiakovi. O výpravě vznikl 18minutový dokument Expedice Jižní pól.

## Další cestovatelské aktivity
Martin Navrátil zorganizoval jako první Slovák komerční zájezd do Afghánistánu. Navštívil tuto zemi hned několikrát, taky během vlády Tálibánu. Navštívil i nejchladnější místa na zemi (Ojmjakon, Jakutsk). Je zakladatelem a majitelem největšího slovenského cestovatelského portálu Travelistan.sk, který je zároveň i cestovní kanceláří. Zabývá se také cestovatelským poradenstvím a stále podniká expedice i do Afghánistánu, Somálska, Iráku, Jemenu či jiných málo dostupných regionů světa pro jiné dobrodruhy a klienty. Vydal několik knižních publikací. Vystoupil jako cestovatel v dokumentu Dialog s planetou od Pavla Barabáše. Partnery při cestování jsou jeho dlouholetí přátelé – Peter Hliničan, Peter Dosedla a Jiří Krška.

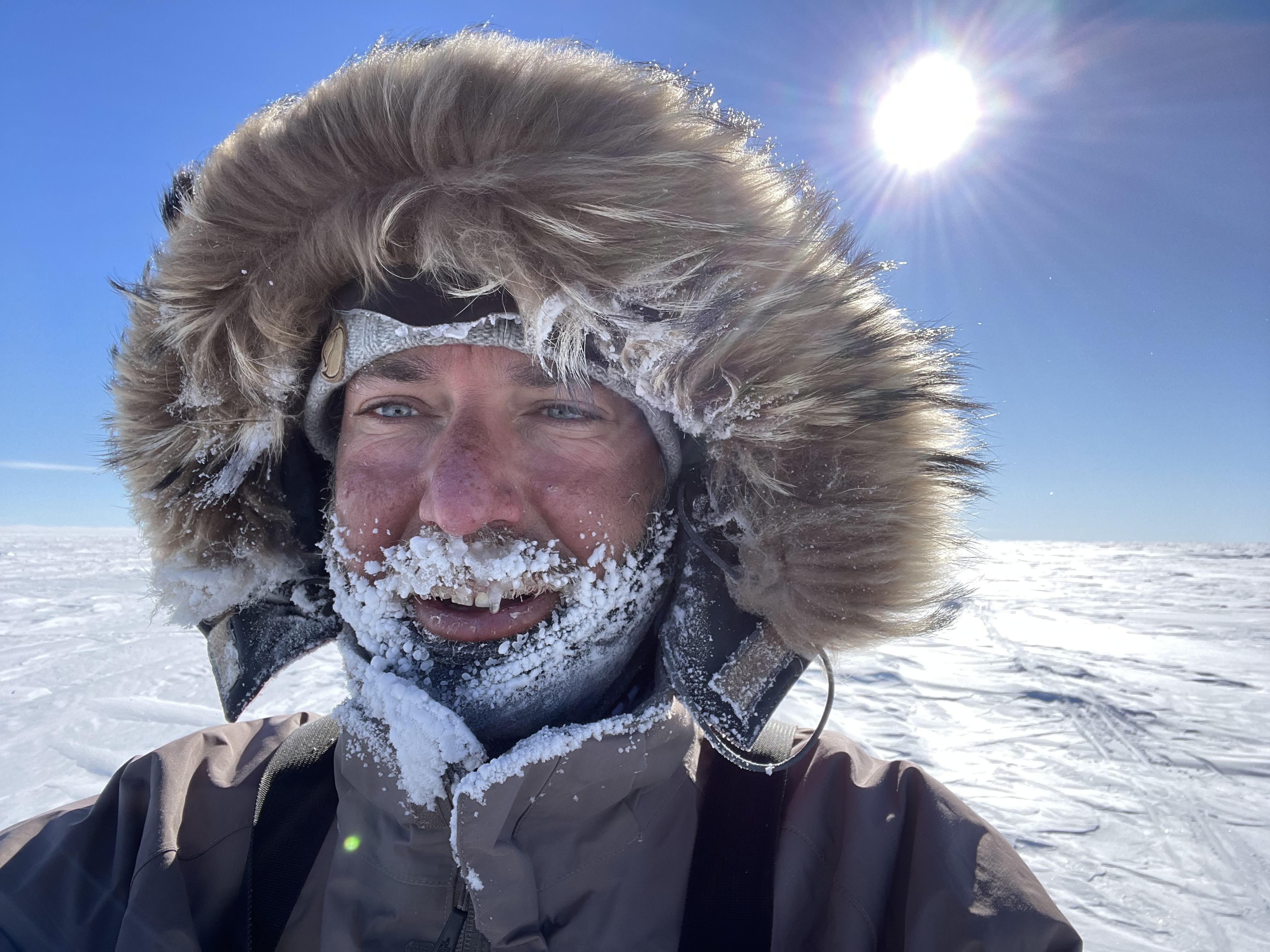
Slovenský cestovatel a polárník Martin Navrátil

## Publikace
| Názov publikace                                                                            | Rok vydání | ISBN          |
| ------------------------------------------------------------------------------------------ | ---------- | ------------- |
| Okolo sveta 1: Zážitky profesionálneho cestovateľa                                         | 2019       | 9788097317515 |
| Okolo sveta 2: Putovanie po Hodvábnej ceste                                                | 2020       | 9788097317553 |
| Na kraji sveta: Expedícia Beringov prieliv – cesta prvých ľudí (spoluautor Peter Hliničan) | 2020       | 9788097317539 |
| Okolo sveta 3: Na cestách po africkom kontinente                                           | 2021       | 9788097401115 |
| Okolo sveta 4: Na cestách po africkom kontinente 2                                         | 2022       | 9788097401122 |
| Okolo sveta 5: Na potulkách v čase, keď sa zastavil svet                                   | 2022       | 9788097434908 |
| Okolo sveta 6: Antarktídou od pobrežia po Južný pól                                        | 2023       | 9788082890085 |